# Larerannis orthogrammaria
Larerannis orthogrammaria là một loài bướm đêm trong họ Geometridae.